# Proclitus socius
Proclitus socius är en stekelart som först beskrevs av Alexander Henry Haliday 1838.  Proclitus socius ingår i släktet Proclitus och familjen brokparasitsteklar. Inga underarter finns listade i Catalogue of Life.